# Doc Shaw
Larramie „Doc“ Shaw (* 24. dubna 1992 Atlanta, Georgie) je americký herec, zpěvák a raper. Jeho nejznámější role je Malik Payne v seriálu Tyler Perry's House of Payne, díky které vyhrál Young Artist Award v roce 2009 za nejlepší výkon vedlejší role v televizní řadě. Je také dobře znám jako Marcus Little z Sladký život na moři a král Boomer z Královská dvojčata.